# بیل هالیکن
بیل هالیکن (به انگلیسی: Bill Mulliken) (زادهٔ ۲۷ اوت ۱۹۳۹) شناگر اهل ایالات متحده آمریکا است.